# Eleições autárquicas de 2017 em Almada
As eleições autárquicas de 2017 serviram para eleger os membros para os diferentes órgãos do poder local no Concelho de Almada.
O Partido Socialista, que tinha Inês de Medeiros como candidata à câmara, obteve, talvez, o resultado mais surpreendente das eleições autárquicas de 2017 em Almada, ao conseguir vencer a câmara, com 31,3% dos votos e 4 vereadores, e, assim acabando com 41 anos de domínio comunista na autarquia. 
A Coligação Democrática Unitária, que governava Almada desde 1976, perdeu 2 vereadores e quase 10% dos votos em relação a 2013, o que significou na perda de um dos seus grandes bastiões autárquicos.
Por fim, destacar a manutenção dos 2 vereadores por parte do Partido Social Democrata e o reconquista de um lugar na vereação por parte do Bloco de Esquerda.

## Listas e Candidatos
| Lista | Lista                                           | Candidato           |
| ----- | ----------------------------------------------- | ------------------- |
|       | Partido Socialista                              | Inês de Medeiros    |
|       | Coligação Democrática Unitária                  | Joaquim Judas       |
|       | Partido Social Democrata                        | Nuno Matias         |
|       | Bloco de Esquerda                               | Joana Mortágua      |
|       | Pessoas–Animais–Natureza                        | Artur Alfama        |
|       | CDS – Partido Popular                           | António Pedro Maco  |
|       | Partido Comunista dos Trabalhadores Portugueses | Manuel Lima e Silva |
|       | Partido Nacional Renovador                      | João Patrocínio     |
|       | Partido Trabalhista Português                   | Sara Vilhena Dias   |

## Resultados Oficiais
Os resultados oficiais para os diferentes órgãos do poder local no concelho de Almada foram os seguintes:

## Mapa

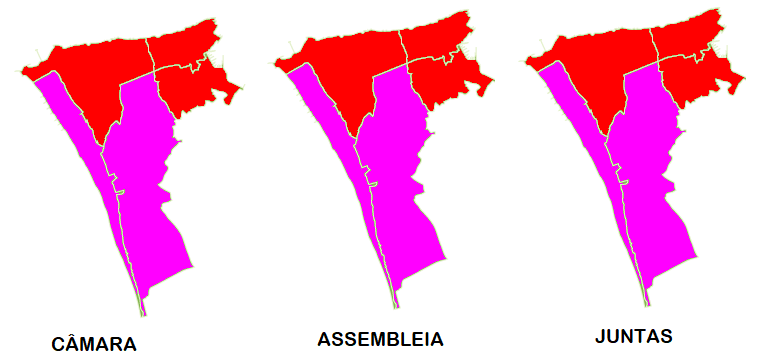
Partido mais votado por Freguesia

### Câmara Municipal
| Partido                 | Partido                                         | Votos   | %               | +/-  | Vereadores | +/-     |
| ----------------------- | ----------------------------------------------- | ------- | --------------- | ---- | ---------- | ------- |
|                         | Partido Socialista                              | 20 810  | 31,28 / 100,00  | 5,56 | 4 / 11     | 1       |
|                         | Coligação Democrática Unitária                  | 20 497  | 30,81 / 100,00  | 7,92 | 4 / 11     | 2       |
|                         | Partido Social Democrata                        | 9 362   | 14,07 / 100,00  | 0,14 | 2 / 11     | Estável |
|                         | Bloco de Esquerda                               | 6 409   | 9,63 / 100,00   | 4,27 | 1 / 11     | 1       |
|                         | Pessoas–Animais–Natureza                        | 2 588   | 3,89 / 100,00   | 1,57 | 0 / 11     | Estável |
|                         | CDS – Partido Popular                           | 1 848   | 2,78 / 100,00   | 0,30 | 0 / 11     | Estável |
|                         | Partido Comunista dos Trabalhadores Portugueses | 1 211   | 1,82 / 100,00   | 0,38 | 0 / 11     | Estável |
|                         | Partido Nacional Renovador                      | 290     | 0,44 / 100,00   | -    | 0 / 11     | -       |
|                         | Partido Trabalhista Português                   | 185     | 0,28 / 100,00   | 0,23 | 0 / 11     | Estável |
| Votos Inválidos         | Votos Inválidos                                 | 3 326   | 5,00 / 100,00   | 3,74 |            |         |
| Total                   | Total                                           | 66 526  | 100,00 / 100,00 |      | 11 / 11    |         |
| Eleitorado/Participação | Eleitorado/Participação                         | 150 275 | 44,27 / 100,00  | 3,74 |            |         |

### Assembleia Municipal
| Partido                 | Partido                        | Votos   | %               | +/-  | Vereadores | +/-     |
| ----------------------- | ------------------------------ | ------- | --------------- | ---- | ---------- | ------- |
|                         | Partido Socialista             | 20 684  | 31,12 / 100,00  | 5,79 | 11 / 33    | 1       |
|                         | Coligação Democrática Unitária | 19 510  | 29,35 / 100,00  | 7,45 | 11 / 33    | 3       |
|                         | Partido Social Democrata       | 9 618   | 14,47 / 100,00  | 0,76 | 5 / 33     | Estável |
|                         | Bloco de Esquerda              | 7 393   | 11,12 / 100,00  | 4,64 | 4 / 33     | 2       |
|                         | Pessoas–Animais–Natureza       | 3 340   | 5,02 / 100,00   | 2,18 | 1 / 33     | Estável |
|                         | CDS – Partido Popular          | 2 180   | 3,28 / 100,00   | 0,33 | 1 / 33     | Estável |
|                         | Partido Trabalhista Português  | 262     | 0,39 / 100,00   | 0,15 | 0 / 33     | Estável |
| Votos Inválidos         | Votos Inválidos                | 3 483   | 5,24 / 100,00   | 3,93 |            |         |
| Total                   | Total                          | 66 470  | 100,00 / 100,00 |      | 33 / 33    |         |
| Eleitorado/Participação | Eleitorado/Participação        | 150 275 | 44,23 / 100,00  | 3,70 |            |         |

### Juntas de Freguesia
| Partido                 | Partido                        | Votos   | %               | +/-  | Presidentes | +/-     | Vereadores | +/-     |
| ----------------------- | ------------------------------ | ------- | --------------- | ---- | ----------- | ------- | ---------- | ------- |
|                         | Partido Socialista             | 22 124  | 33,28 / 100,00  | 6,57 | 2 / 5       | 1       | 37 / 91    | 8       |
|                         | Coligação Democrática Unitária | 20 431  | 30,74 / 100,00  | 7,99 | 3 / 5       | 1       | 31 / 91    | 12      |
|                         | Partido Social Democrata       | 10 059  | 15,13 / 100,00  | 1,45 | 0 / 5       | Estável | 13 / 91    | 1       |
|                         | Bloco de Esquerda              | 7 623   | 11,47 / 100,00  | 4,70 | 0 / 5       | Estável | 10 / 91    | 6       |
|                         | CDS – Partido Popular          | 2 108   | 3,17 / 100,00   | 0,42 | 0 / 5       | Estável | 0 / 91     | Estável |
|                         | Partido Nacional Renovador     | 201     | 0,30 / 100,00   | -    | 0 / 5       | -       | 0 / 91     | -       |
|                         | PCTP/MRPP                      | 84      | 0,13 / 100,00   | 0,65 | 0 / 5       | Estável | 0 / 91     | Estável |
| Votos Inválidos         | Votos Inválidos                | 3 844   | 5,78 / 100,00   | 3,73 |             |         |            |         |
| Total                   | Total                          | 66 474  | 100,00 / 100,00 |      | 5 / 5       |         | 91 / 91    |         |
| Eleitorado/Participação | Eleitorado/Participação        | 150 275 | 44,23 / 100,00  | 3,69 |             |         |            |         |

## Resultados por Freguesia

### Câmara Municipal
| Freguesia                                  | %     | %     | %     | %     | %    | %    | %    | %    | %    | Votantes |
| Freguesia                                  | PS    | CDU   | PSD   | BE    | PAN  | CDS  | PCTP | PNR  | PTP  | Votantes |
| ------------------------------------------ | ----- | ----- | ----- | ----- | ---- | ---- | ---- | ---- | ---- | -------- |
| Almada, Cova da Piedade, Pragal e Cacilhas | 27,78 | 34,14 | 13,74 | 11,46 | 3,57 | 2,34 | 1,77 | 0,33 | 0,23 | 21 188   |
| Caparica e Trafaria                        | 32,25 | 33,21 | 10,87 | 8,62  | 3,64 | 2,77 | 2,68 | 0,48 | 0,36 | 8 622    |
| Charneca de Caparica e Sobreda             | 34,54 | 25,01 | 17,27 | 8,36  | 4,46 | 2,87 | 1,34 | 0,46 | 0,27 | 17 239   |
| Costa de Caparica                          | 39,80 | 19,79 | 19,20 | 7,14  | 4,44 | 3,12 | 1,40 | 0,55 | 0,33 | 5 447    |
| Laranjeiro e Feijó                         | 28,66 | 35,72 | 10,63 | 10,03 | 3,62 | 3,20 | 2,13 | 0,50 | 0,30 | 14 030   |
| Almada                                     | 31,28 | 30,81 | 14,07 | 9,63  | 3,89 | 2,78 | 1,82 | 0,44 | 0,28 | 66 526   |

#### Almada, Cova da Piedade, Pragal e Cacilhas
| Partido                 | Partido                                         | Votos  | %               | +/-  |
| ----------------------- | ----------------------------------------------- | ------ | --------------- | ---- |
|                         | Coligação Democrática Unitária                  | 7 233  | 34,14 / 100,00  | 7,99 |
|                         | Partido Socialista                              | 5 886  | 27,78 / 100,00  | 3,08 |
|                         | Partido Social Democrata                        | 2 911  | 13,74 / 100,00  | 0,13 |
|                         | Bloco de Esquerda                               | 2 429  | 11,46 / 100,00  | 6,22 |
|                         | Pessoas–Animais–Natureza                        | 756    | 3,57 / 100,00   | 1,61 |
|                         | CDS – Partido Popular                           | 495    | 2,34 / 100,00   | 0,36 |
|                         | Partido Comunista dos Trabalhadores Portugueses | 374    | 1,77 / 100,00   | 0,38 |
|                         | Partido Nacional Renovador                      | 70     | 0,33 / 100,00   | -    |
|                         | Partido Trabalhista Português                   | 48     | 0,23 / 100,00   | 0,15 |
| Votos Inválidos         | Votos Inválidos                                 | 986    | 4,66 / 100,00   | 2,93 |
| Total                   | Total                                           | 21 188 | 100,00 / 100,00 |      |
| Eleitorado/Participação | Eleitorado/Participação                         | 44 967 | 47,12 / 100,00  | 4,47 |

#### Caparica e Trafaria
| Partido                 | Partido                                         | Votos  | %               | +/-  |
| ----------------------- | ----------------------------------------------- | ------ | --------------- | ---- |
|                         | Coligação Democrática Unitária                  | 2 863  | 33,21 / 100,00  | 7,95 |
|                         | Partido Socialista                              | 2 781  | 32,25 / 100,00  | 4,81 |
|                         | Partido Social Democrata                        | 937    | 10,87 / 100,00  | 0,70 |
|                         | Bloco de Esquerda                               | 743    | 8,62 / 100,00   | 3,53 |
|                         | Pessoas–Animais–Natureza                        | 314    | 3,64 / 100,00   | 1,58 |
|                         | CDS – Partido Popular                           | 239    | 2,77 / 100,00   | 0,04 |
|                         | Partido Comunista dos Trabalhadores Portugueses | 231    | 2,68 / 100,00   | 0,35 |
|                         | Partido Nacional Renovador                      | 41     | 0,48 / 100,00   | -    |
|                         | Partido Trabalhista Português                   | 31     | 0,36 / 100,00   | 0,58 |
| Votos Inválidos         | Votos Inválidos                                 | 442    | 5,13 / 100,00   | 2,88 |
| Total                   | Total                                           | 8 622  | 100,00 / 100,00 |      |
| Eleitorado/Participação | Eleitorado/Participação                         | 21 968 | 39,25 / 100,00  | 1,44 |

#### Charneca de Caparica e Sobreda
| Partido                 | Partido                                         | Votos  | %               | +/-  |
| ----------------------- | ----------------------------------------------- | ------ | --------------- | ---- |
|                         | Partido Socialista                              | 5 954  | 34,54 / 100,00  | 8,58 |
|                         | Coligação Democrática Unitária                  | 4 311  | 25,01 / 100,00  | 8,10 |
|                         | Partido Social Democrata                        | 2 977  | 17,27 / 100,00  | 0,49 |
|                         | Bloco de Esquerda                               | 1 441  | 8,36 / 100,00   | 3,04 |
|                         | Pessoas–Animais–Natureza                        | 768    | 4,46 / 100,00   | 1,62 |
|                         | CDS – Partido Popular                           | 495    | 2,87 / 100,00   | 0,12 |
|                         | Partido Comunista dos Trabalhadores Portugueses | 231    | 1,34 / 100,00   | 0,39 |
|                         | Partido Nacional Renovador                      | 79     | 0,46 / 100,00   | -    |
|                         | Partido Trabalhista Português                   | 46     | 0,27 / 100,00   | 0,18 |
| Votos Inválidos         | Votos Inválidos                                 | 937    | 5,43 / 100,00   | 5,39 |
| Total                   | Total                                           | 17 239 | 100,00 / 100,00 |      |
| Eleitorado/Participação | Eleitorado/Participação                         | 37 043 | 46,54 / 100,00  | 5,14 |

#### Costa de Caparica
| Partido                 | Partido                                         | Votos  | %               | +/-  |
| ----------------------- | ----------------------------------------------- | ------ | --------------- | ---- |
|                         | Partido Socialista                              | 2 168  | 39,80 / 100,00  | 7,28 |
|                         | Coligação Democrática Unitária                  | 1 078  | 19,79 / 100,00  | 2,40 |
|                         | Partido Social Democrata                        | 1 046  | 19,20 / 100,00  | 4,47 |
|                         | Bloco de Esquerda                               | 389    | 7,14 / 100,00   | 1,73 |
|                         | Pessoas–Animais–Natureza                        | 242    | 4,44 / 100,00   | 1,81 |
|                         | CDS – Partido Popular                           | 170    | 3,12 / 100,00   | 0,14 |
|                         | Partido Comunista dos Trabalhadores Portugueses | 76     | 1,40 / 100,00   | 0,85 |
|                         | Partido Nacional Renovador                      | 30     | 0,55 / 100,00   | -    |
|                         | Partido Trabalhista Português                   | 18     | 0,33 / 100,00   | 0,23 |
| Votos Inválidos         | Votos Inválidos                                 | 230    | 4,23 / 100,00   | 3,28 |
| Total                   | Total                                           | 5 447  | 100,00 / 100,00 |      |
| Eleitorado/Participação | Eleitorado/Participação                         | 11 903 | 45,76 / 100,00  | 3,42 |

#### Laranjeiro e Feijó
| Partido                 | Partido                                         | Votos  | %               | +/-  |
| ----------------------- | ----------------------------------------------- | ------ | --------------- | ---- |
|                         | Coligação Democrática Unitária                  | 5 012  | 35,86 / 100,00  | 8,36 |
|                         | Partido Socialista                              | 4 121  | 29,49 / 100,00  | 6,04 |
|                         | Partido Social Democrata                        | 1 491  | 10,67 / 100,00  | 1,00 |
|                         | Bloco de Esquerda                               | 1 407  | 10,07 / 100,00  | 4,31 |
|                         | Pessoas–Animais–Natureza                        | 508    | 3,63 / 100,00   | 1,25 |
|                         | Partido Comunista dos Trabalhadores Portugueses | 299    | 2,14 / 100,00   | 0,53 |
|                         | CDS – Partido Popular                           | 295    | 2,11 / 100,00   | 0,08 |
|                         | Partido Nacional Renovador                      | 70     | 0,50 / 100,00   | -    |
|                         | Partido Trabalhista Português                   | 42     | 0,30 / 100,00   | 0,19 |
| Votos Inválidos         | Votos Inválidos                                 | 731    | 5,23 / 100,00   | 3,95 |
| Total                   | Total                                           | 13 976 | 100,00 / 100,00 |      |
| Eleitorado/Participação | Eleitorado/Participação                         | 34 394 | 40,63 / 100,00  | 2,75 |

### Assembleia Municipal
| Freguesia                                  | %     | %     | %     | %     | %    | %    | %    | Votantes |
| Freguesia                                  | PS    | CDU   | PSD   | BE    | PAN  | CDS  | PTP  | Votantes |
| ------------------------------------------ | ----- | ----- | ----- | ----- | ---- | ---- | ---- | -------- |
| Almada, Cova da Piedade, Pragal e Cacilhas | 27,73 | 31,98 | 13,72 | 13,03 | 5,10 | 3,23 | 0,26 | 21 188   |
| Caparica e Trafaria                        | 31,83 | 32,73 | 11,47 | 10,49 | 4,21 | 3,43 | 0,56 | 8 620    |
| Charneca de Caparica e Sobreda             | 33,68 | 23,79 | 17,97 | 9,40  | 5,51 | 3,52 | 0,41 | 17 232   |
| Costa de Caparica                          | 39,89 | 17,13 | 20,06 | 8,65  | 5,77 | 3,82 | 0,39 | 5 445    |
| Laranjeiro e Feijó                         | 29,23 | 34,90 | 10,95 | 11,72 | 4,53 | 2,75 | 0,47 | 13 985   |
| Almada                                     | 31,12 | 29,35 | 14,47 | 11,12 | 5,02 | 3,28 | 0,39 | 66 470   |

#### Almada, Cova da Piedade, Pragal e Cacilhas
| Partido                 | Partido                        | Votos  | %               | +/-  |
| ----------------------- | ------------------------------ | ------ | --------------- | ---- |
|                         | Coligação Democrática Unitária | 6 893  | 32,53 / 100,00  | 7,49 |
|                         | Partido Socialista             | 5 876  | 27,73 / 100,00  | 3,30 |
|                         | Partido Social Democrata       | 2 967  | 14,00 / 100,00  | 0,20 |
|                         | Bloco de Esquerda              | 2 697  | 12,73 / 100,00  | 6,11 |
|                         | Pessoas–Animais–Natureza       | 1 035  | 4,88 / 100,00   | 2,50 |
|                         | CDS – Partido Popular          | 616    | 2,91 / 100,00   | 0,62 |
|                         | Partido Trabalhista Português  | 56     | 0,26 / 100,00   | 0,13 |
| Votos Inválidos         | Votos Inválidos                | 1 048  | 4,95 / 100,00   | 3,12 |
| Total                   | Total                          | 21 188 | 100,00 / 100,00 |      |
| Eleitorado/Participação | Eleitorado/Participação        | 44 967 | 47,12 / 100,00  | 3,12 |

#### Caparica e Trafaria
| Partido                 | Partido                        | Votos  | %               | +/-  |
| ----------------------- | ------------------------------ | ------ | --------------- | ---- |
|                         | Coligação Democrática Unitária | 2 821  | 32,73 / 100,00  | 6,88 |
|                         | Partido Socialista             | 2 744  | 31,83 / 100,00  | 4,54 |
|                         | Partido Social Democrata       | 989    | 11,47 / 100,00  | 1,41 |
|                         | Bloco de Esquerda              | 904    | 10,49 / 100,00  | 4,62 |
|                         | Pessoas–Animais–Natureza       | 363    | 4,21 / 100,00   | 1,76 |
|                         | CDS – Partido Popular          | 296    | 3,43 / 100,00   | 0,59 |
|                         | Partido Trabalhista Português  | 48     | 0,56 / 100,00   | 0,52 |
| Votos Inválidos         | Votos Inválidos                | 455    | 5,27 / 100,00   | 3,00 |
| Total                   | Total                          | 8 620  | 100,00 / 100,00 |      |
| Eleitorado/Participação | Eleitorado/Participação        | 21 968 | 39,24 / 100,00  | 1,43 |

#### Charneca de Caparica e Sobreda
| Partido                 | Partido                        | Votos  | %               | +/-  |
| ----------------------- | ------------------------------ | ------ | --------------- | ---- |
|                         | Partido Socialista             | 5 804  | 33,68 / 100,00  | 8,12 |
|                         | Coligação Democrática Unitária | 4 100  | 23,79 / 100,00  | 7,01 |
|                         | Partido Social Democrata       | 3 097  | 17,97 / 100,00  | 1,50 |
|                         | Bloco de Esquerda              | 1 619  | 9,40 / 100,00   | 2,87 |
|                         | Pessoas–Animais–Natureza       | 949    | 5,51 / 100,00   | 1,83 |
|                         | CDS – Partido Popular          | 606    | 3,52 / 100,00   | 0,22 |
|                         | Partido Trabalhista Português  | 71     | 0,41 / 100,00   | 0,04 |
| Votos Inválidos         | Votos Inválidos                | 986    | 5,72 / 100,00   | 5,63 |
| Total                   | Total                          | 17 232 | 100,00 / 100,00 |      |
| Eleitorado/Participação | Eleitorado/Participação        | 37 043 | 46,52 / 100,00  | 5,16 |

#### Costa de Caparica
| Partido                 | Partido                        | Votos  | %               | +/-  |
| ----------------------- | ------------------------------ | ------ | --------------- | ---- |
|                         | Partido Socialista             | 2 172  | 39,89 / 100,00  | 6,77 |
|                         | Partido Social Democrata       | 1 092  | 20,06 / 100,00  | 2,69 |
|                         | Coligação Democrática Unitária | 933    | 17,13 / 100,00  | 3,81 |
|                         | Bloco de Esquerda              | 471    | 8,65 / 100,00   | 3,01 |
|                         | Pessoas–Animais–Natureza       | 314    | 5,77 / 100,00   | 2,56 |
|                         | CDS – Partido Popular          | 208    | 3,82 / 100,00   | 0,38 |
|                         | Partido Trabalhista Português  | 21     | 0,39 / 100,00   | 0,17 |
| Votos Inválidos         | Votos Inválidos                | 234    | 4,29 / 100,00   | 3,91 |
| Total                   | Total                          | 5 445  | 100,00 / 100,00 |      |
| Eleitorado/Participação | Eleitorado/Participação        | 11 903 | 45,74 / 100,00  | 3,41 |

#### Laranjeiro e Feijó
| Partido                 | Partido                        | Votos  | %               | +/-  |
| ----------------------- | ------------------------------ | ------ | --------------- | ---- |
|                         | Coligação Democrática Unitária | 4 881  | 34,90 / 100,00  | 7,61 |
|                         | Partido Socialista             | 4 088  | 29,23 / 100,00  | 6,89 |
|                         | Bloco de Esquerda              | 1 639  | 11,72 / 100,00  | 4,82 |
|                         | Partido Social Democrata       | 1 532  | 10,95 / 100,00  | 1,43 |
|                         | Pessoas–Animais–Natureza       | 634    | 4,53 / 100,00   | 1,79 |
|                         | CDS – Partido Popular          | 385    | 2,75 / 100,00   | 0,71 |
|                         | Partido Trabalhista Português  | 66     | 0,47 / 100,00   | 0,05 |
| Votos Inválidos         | Votos Inválidos                | 760    | 5,44 / 100,00   | 3,97 |
| Total                   | Total                          | 13 985 | 100,00 / 100,00 |      |
| Eleitorado/Participação | Eleitorado/Participação        | 34 394 | 40,66 / 100,00  | 2,78 |

### Juntas de Freguesia

#### Almada, Cova da Piedade, Pragal e Cacilhas
| Partido                 | Partido                        | Votos  | %               | +/-  | Mandatos | +/-     |
| ----------------------- | ------------------------------ | ------ | --------------- | ---- | -------- | ------- |
|                         | Coligação Democrática Unitária | 7 215  | 34,06 / 100,00  | 7,72 | 8 / 21   | 3       |
|                         | Partido Socialista             | 6 054  | 28,58 / 100,00  | 4,17 | 7 / 21   | 1       |
|                         | Partido Social Democrata       | 3 185  | 15,04 / 100,00  | 1,16 | 3 / 21   | Estável |
|                         | Bloco de Esquerda              | 2 931  | 13,84 / 100,00  | 6,78 | 3 / 21   | 2       |
|                         | CDS – Partido Popular          | 617    | 2,91 / 100,00   | 0,55 | 0 / 21   | Estável |
| Votos Inválidos         | Votos Inválidos                | 1 181  | 5,58 / 100,00   | 2,98 |          |         |
| Total                   | Total                          | 21 183 | 100,00 / 100,00 |      | 21 / 21  |         |
| Eleitorado/Participação | Eleitorado/Participação        | 44 967 | 47,11 / 100,00  | 4,45 |          |         |

#### Caparica e Trafaria
| Partido                 | Partido                        | Votos  | %               | +/-  | Mandatos | +/-     |
| ----------------------- | ------------------------------ | ------ | --------------- | ---- | -------- | ------- |
|                         | Coligação Democrática Unitária | 2 961  | 34,35 / 100,00  | 8,45 | 8 / 19   | 2       |
|                         | Partido Socialista             | 2 830  | 32,83 / 100,00  | 5,09 | 7 / 19   | 1       |
|                         | Partido Social Democrata       | 1 034  | 12,00 / 100,00  | 1,88 | 2 / 19   | Estável |
|                         | Bloco de Esquerda              | 927    | 10,75 / 100,00  | 4,73 | 2 / 19   | 1       |
|                         | CDS – Partido Popular          | 366    | 4,25 / 100,00   | 1,47 | 0 / 19   | Estável |
| Votos Inválidos         | Votos Inválidos                | 502    | 5,83 / 100,00   | 2,97 |          |         |
| Total                   | Total                          | 8 620  | 100,00 / 100,00 |      | 19 / 19  |         |
| Eleitorado/Participação | Eleitorado/Participação        | 21 968 | 39,24 / 100,00  | 1,43 |          |         |

#### Charneca da Caparica e Sobreda
| Partido                 | Partido                        | Votos  | %               | +/-  | Mandatos | +/-     |
| ----------------------- | ------------------------------ | ------ | --------------- | ---- | -------- | ------- |
|                         | Partido Socialista             | 6 318  | 36,65 / 100,00  | 8,18 | 8 / 19   | 2       |
|                         | Coligação Democrática Unitária | 4 299  | 24,94 / 100,00  | 8,08 | 5 / 19   | 3       |
|                         | Partido Social Democrata       | 3 152  | 18,29 / 100,00  | 1,91 | 4 / 19   | Estável |
|                         | Bloco de Esquerda              | 1 626  | 9,43 / 100,00   | 2,79 | 2 / 19   | 1       |
|                         | CDS – Partido Popular          | 560    | 3,25 / 100,00   | 0,26 | 0 / 19   | Estável |
|                         | Partido Nacional Renovador     | 201    | 1,17 / 100,00   | -    | 0 / 19   | -       |
| Votos Inválidos         | Votos Inválidos                | 1 082  | 6,28 / 100,00   | 5,69 |          |         |
| Total                   | Total                          | 17 238 | 100,00 / 100,00 |      | 19 / 19  |         |
| Eleitorado/Participação | Eleitorado/Participação        | 37 043 | 46,54 / 100,00  | 5,12 |          |         |

#### Costa da Caparica
| Partido                 | Partido                                         | Votos  | %               | +/-   | Mandatos | +/-     |
| ----------------------- | ----------------------------------------------- | ------ | --------------- | ----- | -------- | ------- |
|                         | Partido Socialista                              | 2 775  | 50,94 / 100,00  | 14,28 | 8 / 13   | 2       |
|                         | Partido Social Democrata                        | 1 038  | 19,05 / 100,00  | 2,48  | 2 / 13   | 1       |
|                         | Coligação Democrática Unitária                  | 751    | 13,78 / 100,00  | 2,70  | 2 / 13   | 1       |
|                         | Bloco de Esquerda                               | 396    | 7,27 / 100,00   | 3,33  | 1 / 13   | 1       |
|                         | CDS – Partido Popular                           | 188    | 3,45 / 100,00   | 0,97  | 0 / 13   | Estável |
|                         | Partido Comunista dos Trabalhadores Portugueses | 84     | 1,54 / 100,00   | 0,05  | 0 / 13   | Estável |
| Votos Inválidos         | Votos Inválidos                                 | 216    | 3,96 / 100,00   | 2,82  |          |         |
| Total                   | Total                                           | 5 448  | 100,00 / 100,00 |       | 13 / 13  |         |
| Eleitorado/Participação | Eleitorado/Participação                         | 11 903 | 45,77 / 100,00  | 3,42  |          |         |

#### Laranjeiro e Feijó
| Partido                 | Partido                        | Votos  | %               | +/-  | Mandatos | +/-     |
| ----------------------- | ------------------------------ | ------ | --------------- | ---- | -------- | ------- |
|                         | Coligação Democrática Unitária | 5 205  | 37,22 / 100,00  | 8,69 | 8 / 19   | 3       |
|                         | Partido Socialista             | 4 147  | 29,65 / 100,00  | 5,63 | 7 / 19   | 2       |
|                         | Bloco de Esquerda              | 1 743  | 12,46 / 100,00  | 4,48 | 2 / 19   | 1       |
|                         | Partido Social Democrata       | 1 650  | 11,80 / 100,00  | 2,05 | 2 / 19   | Estável |
|                         | CDS – Partido Popular          | 377    | 2,70 / 100,00   | 0,09 | 0 / 19   | Estável |
| Votos Inválidos         | Votos Inválidos                | 863    | 6,17 / 100,00   | 3,56 |          |         |
| Total                   | Total                          | 13 985 | 100,00 / 100,00 |      | 19 / 19  |         |
| Eleitorado/Participação | Eleitorado/Participação        | 34 394 | 40,66 / 100,00  | 2,78 |          |         |

#### Juntas antes e depois das Eleições
| Freguesia                                  | 2013-2017 | 2013-2017                      | 2013-2017      | 2017-2021 | 2017-2021                      | 2017-2021      |
| ------------------------------------------ | --------- | ------------------------------ | -------------- | --------- | ------------------------------ | -------------- |
| Almada, Cova da Piedade, Pragal e Cacilhas |           | Coligação Democrática Unitária | 41,78 / 100,00 |           | Coligação Democrática Unitária | 34,33 / 100,00 |
| Caparica e Trafaria                        |           | Coligação Democrática Unitária | 42,80 / 100,00 |           | Coligação Democrática Unitária | 34,12 / 100,00 |
| Charneca de Caparica e Sobreda             |           | Coligação Democrática Unitária | 33,02 / 100,00 |           | Partido Socialista             | 36,65 / 100,00 |
| Costa de Caparica                          |           | Partido Socialista             | 36,66 / 100,00 |           | Partido Socialista             | 50,94 / 100,00 |
| Laranjeiro e Feijó                         |           | Coligação Democrática Unitária | 45,91 / 100,00 |           | Coligação Democrática Unitária | 37,22 / 100,00 |